# Masters de tennis junior
Les Masters Junior de tennis (officiellement ITF Junior Masters) est un tournoi de tennis junior, organisé par l'ITF et qui regroupe les huit meilleurs joueurs et joueuses du circuit junior. 

## Histoire
Le Master Junior de tennis se joue annuellement depuis 2015, à Chengdu en Chine. Durant les deux premières éditions, le tournoi se joue sous la forme d'un tournoi à élimination directe, les perdants jouant ensuite des matches de placement (petite finale et matches déterminant les places 5 à 8). À partir de 2017, l'ITF adopte un format similaire à celui des ATP et WTA finals. Le tournoi est déplacé en octobre afin de clore la saison junior. 
L'ITF attribue pour ce tournoi des points pour le classement junior depuis 2017. Toutefois, le système actuel d'attribution de points n'a été adopté qu'en 2018.

## Format
Le tournoi se joue sur dur extérieur.
Pour chaque tableau (garçons et filles), les huit participants sont séparés en deux groupes de quatre qui s'affrontent lors d'une phase de poule. Dans chaque groupe, les participants sont classés en fonction du nombre de matches gagnés, puis, en cas d'égalité, du nombre de sets gagnés. Les deux meilleurs joueurs de chaque groupe s'affrontent lors de demi-finales croisées entre les groupes (le 1er du groupe A affronte le 2e du groupe B et inversement). Les autres joueurs participent aux matches déterminant les places de 5 à 8.

## Qualification
La période de qualification pour le Master junior commence la semaine suivant l'US Open de l'année précédente et s'étend jusqu'à la fin de l'US Open de l'année concernée. Les 7 joueurs et les 7 joueuses ayant cumulé le plus de points au classement ITF junior pendant cette période sont qualifiés. S'il n'y a pas de joueur chinois directement qualifié dans un des tableaux, la 8e et dernière place est réservée à un joueur chinois à condition que celui-ci soit classé dans le top 25. Dans le cas contraire, cette place est attribuée au joueur à la 8e place du classement.

## Attribution des primes et points
Les points sont attribués en fonction du classement à la fin de la compétition.
| Classement final | 1er | 2e  | 3e  | 4e  | 5e  | 6e  | 7e  | 8e  |
| Points           | 750 | 450 | 320 | 220 | 165 | 145 | 125 | 105 |

Des bourses de voyages d'une valeur allant de 7 000 à 15 000 $ sont également attribuées en fonction des résultats finaux, permettant ainsi aux jeunes joueurs de participer à des tournois professionnels l'année suivante.

## Palmarès

### Simple garçons
| Année | Vainqueur         | Finaliste              |
| ----- | ----------------- | ---------------------- |
| 2015  | Andrey Rublev     | Taylor Fritz           |
| 2016  | Hong Seong-chan   | Casper Ruud            |
| 2017  | Emil Ruusuvuori   | Wu Yibing              |
| 2018  | Brandon Nakashima | Tseng Chun-hsin        |
| 2019  | Holger Rune       | Harold Mayot           |
| 2023  | Joel Schwärzler   | Rodrigo Pacheco Méndez |
| 2024  | Mees Rottgering   | Rafael Jodar           |

### Simple filles
| Année | Vainqueur      | Finaliste            |
| ----- | -------------- | -------------------- |
| 2015  | Xu Shilin      | Kristína Schmiedlová |
| 2016  | Anna Blinkova  | Katie Swan           |
| 2017  | Marta Kostyuk  | Kaja Juvan           |
| 2018  | Clara Burel    | Camila Osorio        |
| 2019  | Diane Parry    | Daria Snigur         |
| 2023  | Alina Korneeva | Sara Saito           |
| 2024  | Emerson Jones  | Laura Samson         |